# Халдвани
Халдвани (хинди हल्द्वानी, англ. Haldwani) — город в индийском штате Уттаракханд, один из самых больших городов штата, который вместе с городом Катхгодам формирует муниципалитет Халдвани-Катхгодам.
В переводе с диалекта кумаони название города означает «галдиновый лес». Эти леса были распространены в окружающих районах, пока их не вырубили для нужд сельского хозяйства.

## Население
Население муниципалитета — 279 140 жителей (2001), мужчины составляют 53 %, а женщины 47 % населения. Средний уровень грамотности 89 %, что выше, чем в среднем по стране 59,5 %. 11 % населения в возрасте до 6 лет.

## Экономика
Халдвани является важным торговым центром, так как связан с Индо-Гангской равниной крупными автомобильными и железнодорожными дорогами. Это крупный центр производства овощей и фруктов на севере Индии. Халдвани также является важной базой для транзита грузов в горы.